# Leonardo Mafra
Leonardo "Macarrão" Mafra Teixeira (Balneário Camboriú, 25 de abril de 1989) é um lutador brasileiro de MMA. Atualmente ele compete no peso Meio-Médio do Brave Combat Federation e treina na KINGS MMA na Academia de Rafael Cordeiro.

## Carreira no MMA

### Início
Leonardo Macarrão chegou a obter um cartel perfeito compilando 6-0 até sua entrada no The Ultimate Fighter: Brasil.

### The Ultimate Fighter: Brasil
Leonardo enfrentou Samuel Trindade na luta de classificação para o TUF. Macarrão venceu por decisão após três rounds muito parelhos. A trocação entre ambos foi intensa o que chegou a impressionar Wanderlei Silva que declarou que aquela tinha sido a melhor luta da rodada de classificação.
Macarrão enfrentou nas quartas de final, aquele que seria o campeão posteriormente, Cézar Ferreira. Ele foi derrotado por finalização (guilhotina) no segundo round.

## Ultimate Fighting Championship
Leonardo enfrentou o compatriota Thiago Perpétuo no UFC 147 e foi derrotado por nocaute técnico no terceiro round. Após a derrota, o contrato de Leonardo não foi renovado, sendo assim, dispensado da organização.
Após a derrota para Bodão, Leonardo venceu cinco lutas em eventos no Brasil, todos por nocaute. Suas vitórias reacenderam a vontade do UFC em recontratá-lo.
Leonardo foi reintegrado ao UFC para substituir John Howard no UFC Fight Night: Cerrone vs. Miller contra Rick Story. Macarrão foi derrotado por finalização no segundo round.
Macarrão enfrentou Cain Carrizosa no UFC Fight Night: Maia vs. LaFlare em 21 de março de 2015, e venceu a luta por decisão unânime, no entanto, também venceu a primeira luta no UFC.
Mafra enfrentou o escocês Steven Ray em 18 de Julho de 2015 no UFC Fight Night: Bisping vs. Leites, na Escócia. Ele foi derrotado por nocaute técnico no primeiro round.

#### Demissão
No dia 19 de outubro de 2015, Macarrão foi demitido do UFC.

## Final Fight Campionship
Macarrão fez sua estréia no evento contra o nigeriano e também ex-UFC Anthony Njokuani no FFC 25: Mitchell vs. Lopez em 10 de Junho de 2016. Após combate equilibrado, Mafra venceu por decisão unânime.

## Ultimate Fighting Championship
No dia 07 de Julho de 2016 seu retorno havia sido anunciado ao Ultimate. Mafra iria substituir o americano Tony Martin e enfrentar o compatriota Michel Prazeres em 23 de Julho de 2016 no UFC on Fox: Holm vs. Shevchenko. No entanto, devido a um descolamento de retina que aconteceu em sua última luta, Mafra reprovou nos exames e foi forçado e se retirar do card, ele foi substituído pelo americano J.C. Cottrell. Portanto, o contrato foi cancelado pelo Ultimate.

## Pancrase
Mafra fez sua estreia no Pancrase em 10 de Outubro de 2016 contra Satoro Kitaoka no Pandrase - 281. O brasileiro não tomou conhecimento do Jiu-jitsu refinado do japonês e foi finalizado no primeiro minuto do combate, com uma chave de tornozelo.

## Brave Combat Federation
Mafra busca espaço no Brave após ser demitido do Ultimate. O brasileiro estrearia na organização em 29 de Abril de 2017 no Brave 6: Cazaquistão contra o libanês Mohammad Fakhreddine, no entanto, Mohammad não bateu o peso por 400g e o brasileiro não entrou em acordo com a organização, fazendo com que a luta fosse cancelada.

## Cartel no MMA
| Cartel no MMA   |             |            |
| 17 lutas        | 13 vitórias | 4 derrotas |
| Por nocaute     | 8           | 2          |
| Por finalização | 1           | 2          |
| Por decisão     | 4           | 0          |

| Res.    | Cartel | Oponente                 | Método                                | Evento                              | Data       | Round | Tempo | Local                         | Notas           |
| ------- | ------ | ------------------------ | ------------------------------------- | ----------------------------------- | ---------- | ----- | ----- | ----------------------------- | --------------- |
| Derrota | 13-4   | Satoro Kitaoka           | Finalização (chave de tornozelo)      | Pancrase - 281                      | 02/10/2016 | 1     | 1:05  | Tokyo                         |                 |
| Vitória | 13-3   | Anthony Njokuani         | Decisão (unânime)                     | FFC 25: Mitchell vs. Lopez          | 10/06/2016 | 3     | 5:00  | Springfield                   | Estréia no FFC. |
| Derrota | 12-3   | Steven Ray               | Nocaute Técnico (socos)               | UFC Fight Night: Bisping vs. Leites | 18/07/2015 | 1     | 2:30  | Glasgow                       |                 |
| Vitória | 12-2   | Cain Carrizosa           | Decisão (unânime)                     | UFC Fight Night: Maia vs. LaFlare   | 21/03/2015 | 3     | 5:00  | Rio de Janeiro                |                 |
| Derrota | 11-2   | Rick Story               | Finalização (Katagatame)              | UFC Fight Night: Cerrone vs. Miller | 16/07/2014 | 2     | 2:12  | Atlantic City, New Jersey     | Retorno ao UFC. |
| Vitória | 11-1   | Antonio Marcos           | Nocaute (joelhadas)                   | Power Fight Extreme 11              | 17/05/2014 | 1     | 1:36  | Coritiba, Paraná              |                 |
| Vitória | 10-1   | Alexandre Gonçalves      | Nocaute Técnico (socos e cotoveladas) | NCF - Nitrix Champion Fight 19      | 08/02/2014 | 2     | 2:30  | Camboriú, Santa Catarina      |                 |
| Vitória | 9-1    | Marcos Caçador           | Nocaute Técnico (socos)               | Max Sport - 13.2                    | 11/05/2013 | 2     | 0:50  | São Paulo, São Paulo          |                 |
| Vitória | 8-1    | Samuel Trindade          | Nocaute Técnico (interrupção médica)  | IFC - Iron Fight Combat 3           | 23/03/2013 | 2     | 0:00  | Feira de Santana, Bahia       |                 |
| Vitória | 7-1    | Deivid Santos            | Nocaute (soco)                        | Sparta - MMA                        | 29/09/2012 | 1     | 0:23  | Itajaí, Santa Catarina        |                 |
| Derrota | 6-1    | Thiago Perpétuo          | Nocaute Técnico (Socos)               | UFC 147: Silva vs. Frankin II       | 23/06/2012 | 3     | 0:41  | Belo Horizonte, Minas Gerais  | Estréia no UFC. |
| Vitória | 6-0    | Douglas del Rio          | Finalização (armlock)                 | Nitrix Champion Fight 9             | 10/12/2011 | 1     | 1:55  | Itajaí, Santa Catarina        |                 |
| Vitória | 5–0    | Dimitry Burgo            | Nocaute Técnico (socos)               | K.O. Fight - GZero                  | 20/08/2011 | 1     | 3:45  | Londrina, Paraná              |                 |
| Vitória | 4–0    | Santiago Ponzinibbio     | Nocaute Técnico (socos)               | Centurion Mixed Martial Arts 2      | 09/07/2011 | 1     | 3:17  | Itajaí, Santa Catarina        |                 |
| Vitória | 3–0    | Willian Coelho           | Decisão (unânime)                     | Black Trunk Fight 2                 | 15/05/2011 | 3     | 5:00  | Florianópolis, Santa Catarina |                 |
| Vitória | 2–0    | Maiquel Bigolin          | Decisão (unânime)                     | Floripa Fight 7                     | 12/03/2011 | 3     | 5:00  | Florianópolis, Santa Catarina |                 |
| Vitória | 1–0    | Geverson Pereira Bergamo | Nocaute Técnico (socos)               | Nitrix Champion Fight 6             | 19/02/2011 | 1     | 3:53  | Brusque, Santa Catarina       | Estréia no MMA  |